# Kamel Alouini
Kamel Alouini (6. srpnja 1988.), tuniski rukometaš. Nastupa za CS Dinamo Bukurešt i reprezentaciju Tunisa.
Od 2010. nastupa za reprezentaciju Tunisa. Natjecao se na Svjetskom prvenstvu Kataru 2015. gdje je ekipa Tunisa završila 15, u Danskoj 2019. (12.) i Egiptu 2021. (25.).
S reprezentacijom je osvojio zlatne medalje na afričkom prvenstvu u Maroku 2012. i u Gabonu 2018., te srebro na afričkom prvenstvu u Tunisu 2020.

## Vanjske poveznice
|  | Zajednički poslužitelj ima još gradiva o temi Kamel Alouini |